# Гросланггайм
Гросланггайм (нім. Großlangheim) — громада в Німеччині, розташована в землі Баварія. Підпорядковується адміністративному округу Нижня Франконія. Входить до складу району Кітцинген. Центр об'єднання громад Гросланггайм.
Площа — 14,77 км2. Населення становить 1557 ос. (станом на 31 грудня 2020).

## Галерея

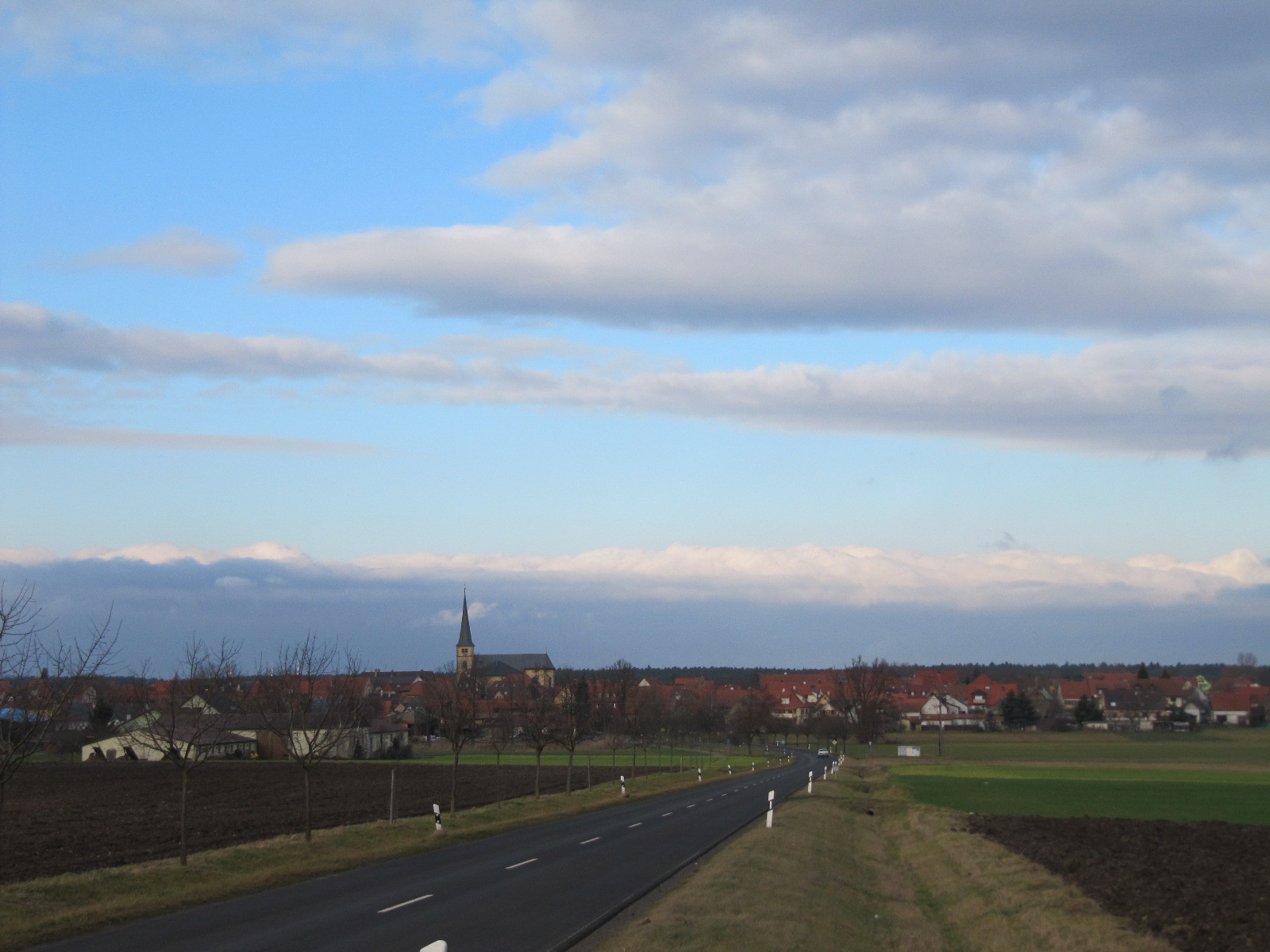
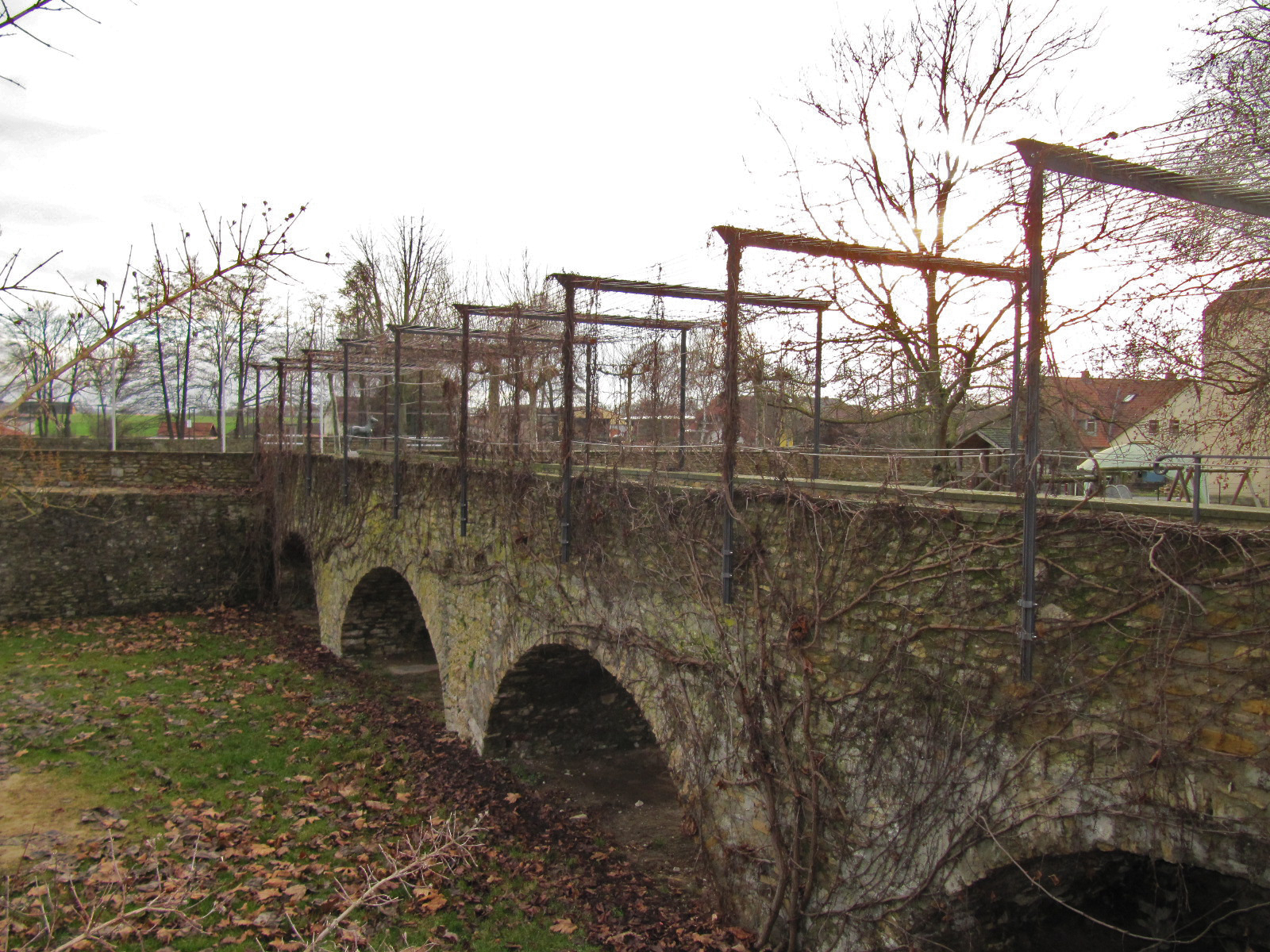
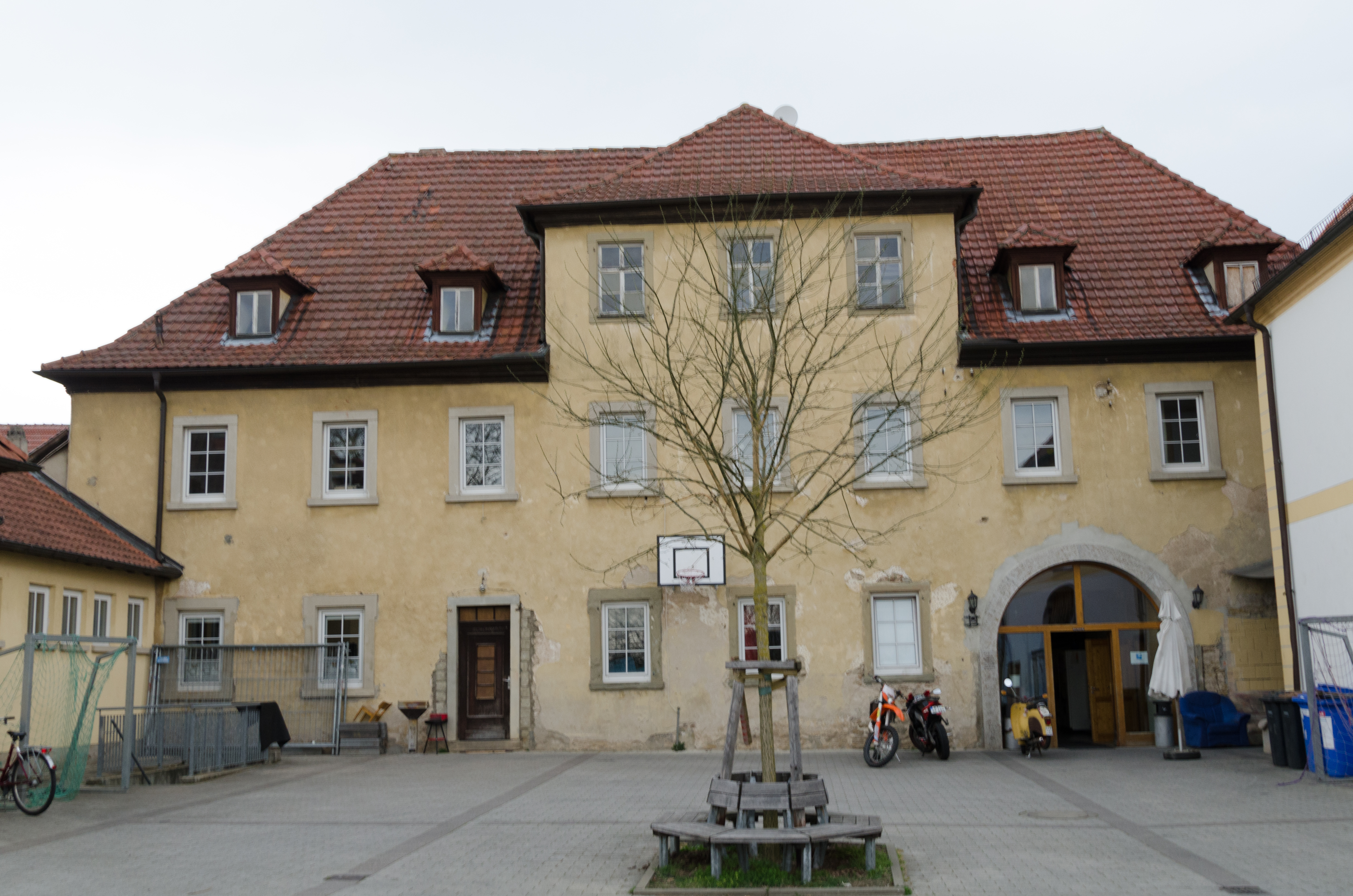
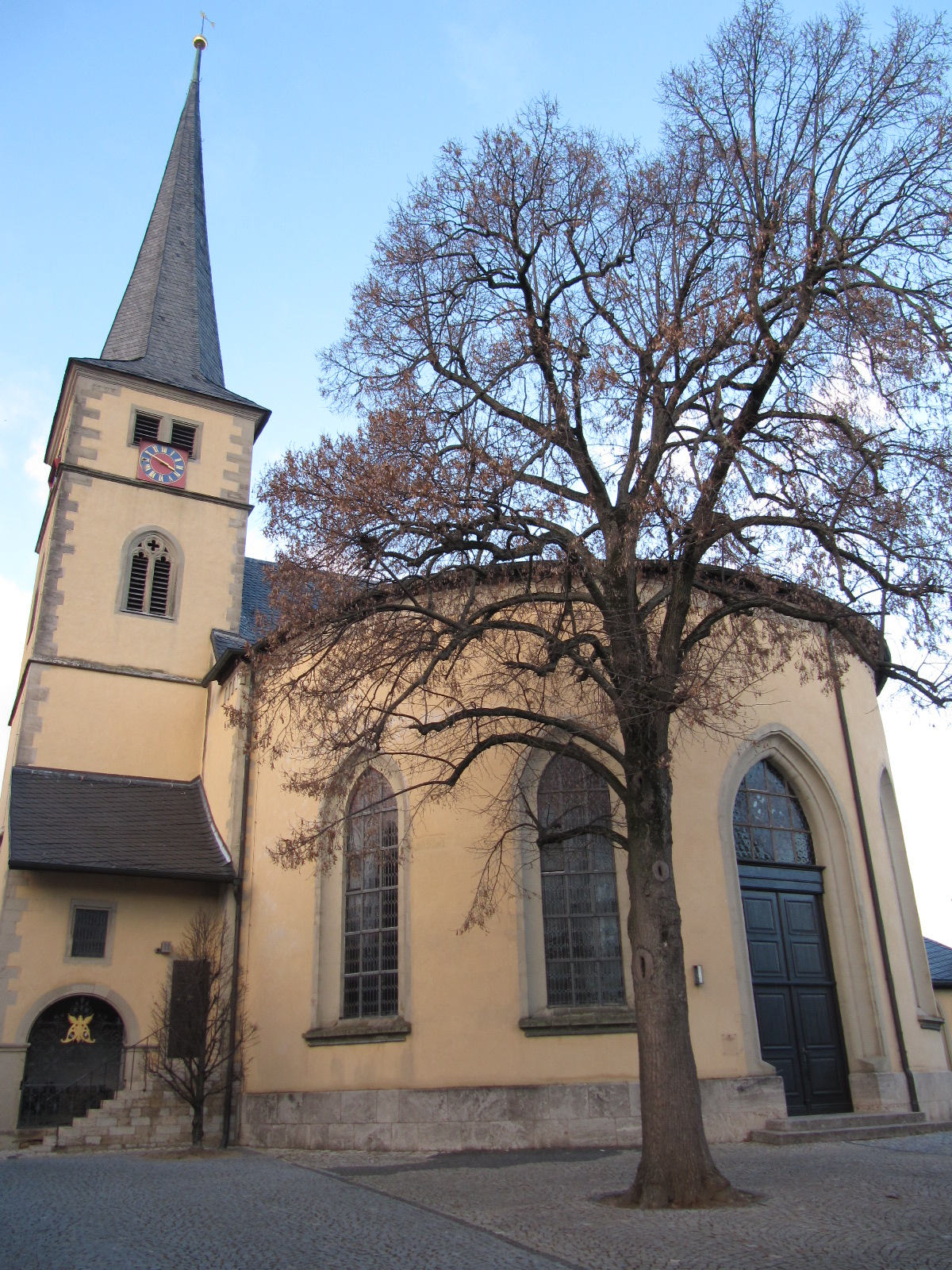